# Chanac-les-Mines
Chanac-les-Mines è un comune francese di 509 abitanti situato nel dipartimento della Corrèze nella regione della Nuova Aquitania.

## Società

### Evoluzione demografica
Abitanti censiti